# Breviksbrua
Breviksbrua („Breviksbrücke“) ist eine Brücke über der Mündung des Frierfjord zwischen den norwegischen Kommunen Bamble und Porsgrunn in der Telemark. Die Brücke ist 677 Meter lang.
Die Breviksbrücke wurde 1962 eröffnet und war bis 1996 Teil der E 18. Danach wurde die neue E 18 in Betrieb genommen, die über die Grenlandsbrua („Grenlandsbrücke“) verläuft, die etwas weiter im Inneren des Fjordes liegt. Die Breviksbrücke ist heute Bestandteil des Fylkesvei 354.